# Deja de llorar (y vuélvete a levantar)
Deja de llorar (y vuélvete a levantar) es el decimoquinto sencillo de Mägo de Oz, y el segundo y último del álbum la ciudad de los árboles.
La temática de la canción es ya común dentro de la letrística de Mägo de Oz: mensajes de vida, de superar los problemas, de restarle importancia a estos, etc.
La letra fue escrita por Txus di Fellatio y la música fue compuesta por Mohammed, Carlitos, Txus y Frank.
Es una canción sencilla, lejos de las complejas polifonías a las que el grupo nos tenía acostumbrado desde Gaia II. Esto se explica porque Txus dijo que este último disco lo quería hacer con temas cortos y concisos, más roqueros. Comienza con una introducción de violín y flauta que es característico de la banda, para luego pasar con un acústico en tonalidad menor y comenzar la primera estrofa. Luego, en el estribillo, continúa con la idea de la introducción, con una letra pegajosa y festiva. En la segunda estrofa, la canción toma más fuerza en contraste con la primera para pasar luego al segundo estribillo. Después de éste, se repite la melodía de la introducción y, además, se incluye una gaita que refuerza la parte folclórica de la canción. Luego viene el clásico solo de guitarra, esta vez interpretado por Carlitos, para finalmente rematar con el estribillo final.
También se agregaron como B-side dos canciones: Cath The Rainbow del grupo Rainbow y Mercedez Benz de Janis Joplin interpetadas por Patricia Tapia.

## Lista de canciones
| N.º   | Título                                   | Duración |  |
| 1.    | «Deja de Llorar (Y Vuélvete a Levantar)» | 4:33     |  |
| 2.    | «Catch the Rainbow» (Rainbow cover)      | 4:59     |  |
| 3.    | «Mercedes Benz» (Janis Joplin cover)     | 1:42     |  |
| 11:04 |                                          |          |  |